# کالکهورشت
کالکهورشت (به آلمانی: Kalkhorst) یک شهر در آلمان است که در نوردوست‌مکلنبورگ واقع شده‌است. کالکهورشت ۱٬۹۱۸ نفر جمعیت دارد.